# Kapuca
Kapúca (tudi oglávnica, zlasti v liturgiji, ali občasno naglávje) je koničasto pokrivalo, običajno prišito ali pripeto k oblačilu. Ponavadi pokriva večino glave in vratu, včasih pa tudi obraz. Kapuce, ki pokrivajo glavo predvsem ob strani in na vrhu in pustijo obraz večinoma ali delno odprt, se lahko nosijo za zaščito pred okoljem (nizka temperatura, dež, veter itd.), v modne namene, kot obliko tradicionalne obleke ali uniforme. V primeru vitezov se uporablja oklepna oglavnica za zaščito pred hladnim orožjem.